# Andrena rufizona
Andrena rufizona är en biart som beskrevs av Ludwig Imhoff 1834. Andrena rufizona ingår i släktet sandbin, och familjen grävbin. Inga underarter finns listade i Catalogue of Life.